# Живопись
Жи́вопись — наиболее популярный и прославленный в европейской культуре вид изобразительного искусства, произведения которого создаются с помощью красок, наносимых на какую-либо твёрдую поверхность. Основным выразительным средством живописи является цвет.

## Определение живописи как вида изобразительного искусства
В русском языке слово живописецъ, обозначавшее и художника и иконописца, впервые зафиксировано в новгородской Служебной минее 1097 года. Синонимичное слово иконникъ (иконописец, художник) зафиксировано позже, в документах XV века; непосредственно иконописец — только в XVI веке. С начала XVI века в значении «изображать живописью, рисовать» в русском языке также использовалось слово живописати, живописую, а в значении «живопись, иконопись» — живописательство. Слово живопись в современном значении («искусство живописи») впервые зафиксировано в «Лексиконе треязычном…» в 1704 году.
Живопись представляет собой вид искусства, наиболее богатый изобразительными средствами: это не только цвет, вернее отношения хроматических тонов, но и ахроматические тональные отношения (контрасты и нюансы светлого и тёмного), светотеневые градации, графические средства (линия, силуэт), фактура красочного слоя. Искусство живописи по причине столь разнообразных средств тесно связано с картинностью, наглядностью изображения, дающего наиболее полное представление о форме и пространстве изображаемого. Именно этим объясняется популярность этого вида искусства. Поэтому живопись закономерно занимает первое место в академической триаде «изящных» искусств: «живопись, ваяние, зодчество».
В академических словарях искусство живописи определяется исходя из этимологии («живописать» — изображать живо, жизнеподобно). Русское слово «живопись» указывает на тенденцию к реалистичности этого вида искусства в период его становления как искусства станковой картины в технике работы масляными красками. Этот длительный и многосторонний процесс был связан в России, как и ранее в странах Западной Европы, с возникновением и становлением художественных академий.
Соответственно, живопись — творческая деятельность человека, «способность к воспроизведению разнообразных явлений жизни: природы, человека, животного мира, событий из общественной или частной жизни людей…».
Искусство живописи, во-первых, основано на передаче окрашенности и освещённости предметов с помощью тепло-холодных отношений хроматических (цветных) тонов спектра и валёров. Во-вторых, живописное восприятие действительности основано на так называемом далевом смотрении на натуру, при котором основным является восприятие объекта во взаимосвязи с пространственной и свето-воздушной средой. При перенесении живописного образа на плоскость холста, деревянной доски, картона или бумаги изобразительная поверхность уподобляется трёхмерному пространству. В этом заключается главное отличие живописного искусства от искусства графики. Отсюда понятие «далевой зрительный образ».
При далевом восприятии усиливаются двухмерные, силуэтные качества воспринимаемых предметов и почти не ощущаются трёхмерные, объёмные. К примеру, когда мы видим лес на горизонте или горы вдалеке, то не различаем отдельные деревья или камни, зато воспринимаем характер общего силуэта. Остроту такого восприятия можно усилить, слегка сощурившись, смотря «вполглаза», либо вообще закрыть один глаз. Именно так поступают живописцы, поскольку основой искусства живописи является восприятие предметов во взаимосвязи с окружающей пространственной средой: светом, воздухом с учётом рефлексов и тепло-холодных отношений тонов. Так, например, живописец на этюдах, отходя подальше от холста и сощурившись (смотрение «в полглаза»), проверяет общее впечатление от натуры. Эту особенность наглядно доказали французские импрессионисты в 1870—1880-х годах. Поэтому «далевое смотрение» называют синтетическим, или живописным.

## Разновидности живописи
В традиционной истории искусства выделяют несколько основных разновидностей живописи: станковая живопись, монументально-декоративная роспись (фреска, секко; сюда же условно причисляют сграффито, мозаику, расписной витраж), театрально-декорационная живопись, цифровые изображения, миниатюра. В качестве отдельной разновидности рассматривается иконопись.
К станковой живописи относят произведения, созданные на мольберте (то есть на станке) художника и предназначенные для автономного восприятия на выставке, в музее, то есть независимо от окружающего пространства. Поэтому произведения станковой живописи (как и графики) требуют рамы, подчёркивающей это условие. Хотя как правило станковая живопись выполняется на холсте, основой может служить также дерево, а в редких случаях — стекло или металл. Монументально-декоративную живопись правильнее называть росписью, поскольку она мыслится и создаётся в качестве неотъемлемой принадлежности декорируемой поверхности. Искусство мозаики по той же причине, а также в силу специфики творческого метода и техники, чаще рассматривают отдельно как разновидность монументально-декоративного искусства.
Наиболее древними образцами «монументальной живописи» (на самом деле архаичных форм графики) являются петроглифы, геоглифы, наскальные рисунки первобытных охотников каменного века, например, рисунки пещер Ласко, Альтамира, Шове, Шульган-Таш. Но они синкретичны по функциям (магическим, ритуальным, гносеологическим, коммуникативным). Эстетические качества и художественно-образный смысл таких изображений ещё не выделены, поэтому и морфологически не определены. Монументальная роспись, мозаика или сграффито выполняется непосредственно на стенах и потолках зданий и других сооружений. В прошлом преобладала живопись минеральными водяными или клеевыми красками по сырой штукатурке (фреска). В Италии до начала XVI века по «чистой фреске» практиковали завершающую прописку деталей темперой. Техника «чистой фрески» требует особого мастерства от художника, поэтому применялись и другие технологии, например, живопись по сухой штукатурке — секко, позднее росписи выполнялись малоподходящими для монументальной росписи масляными красками.

## Различия живописного и графического способов изображения
Цветные (полихромные) изображения, созданные с помощью прозрачных (транспарантных) акварельных красок и даже кроющей гуаши или темперы чаще относят не к живописи, а к графике, поскольку основным изобразительным средством (а не только материалом) в этих случаях остаётся белый фон бумаги, хотя этот критерий остаётся спорным. Цветные изображения сангиной или пастелью, даже если они полностью перекрывают фон, уподобляя его воображаемому пространству, также относят к искусству графики, но по иной причине — методике и технике рисунка. Изображения, созданные с помощью компьютерных технологий, продукция веб-дизайна, анимация и прочие формы графического дизайна, граффити, стрит-арта, прикладной графики и способов визуальной коммуникации предполагают автономную классификацию и морфологию. Мера воображаемой глубинности изображения, пространственности и объёмности изображаемых предметов, степени их окрашенности, освещённости, материальности, разумеется, и в живописи, и в графике, может быть различной, поэтому в творческой практике сохраняются переходные формы: «графичная живопись», «живописный рисунок», цветная графика. Но принципиальные различия вѝдения, «смотрения» на натуру художника-живописца и художника-графика сохраняются, хотя и варьируются на протяжении творческого процесса. Наивысшим выражением живописности и живописного вѝдения мира является искусство французских импрессионистов. Однако многообразие задач, межвидовых и жанровых отношений создаёт широкий спектр разновидностей живописного подхода или графического подхода к изобразительному искусству.

## Техники и материалы
В техническом отношении живопись различается по материалам, средствам и приёмам работы. Любые краски состоят из пигментов (красящих веществ) и связующих (масло, вода, клей и другие). Пигменты также делятся на группы (минеральные, органические, синтетические), но технический род живописи зависит именно от связующих: масляные краски, водные (акварель, темпера, клеевые краски, гуашь) и синтетические: синтетическая темпера, силикатные краски, восковые (энкаустика), анилин, акрил.
Живописное произведение может быть создано на любой основе: камне, штукатурке, дереве, холсте, шёлке, бумаге, коже, металле, асфальте, бетоне, стекле, керамике.
Вначале писали восковыми красками и темперой. С XV века получает распространение живопись маслом (масляная живопись), которая остается наиболее востребованной на протяжении веков. Масляная краска получается в результате соединения пигмента с льняным маслом. Красочный слой в зависимости от толщины может высыхать от двух-трёх дней до нескольких месяцев. Масляные краски долговечны, они сохраняют свою яркость и насыщенность цвета веками (за исключением случаев нарушения правильной техники живописи). По качествам яркости и насыщенности они превосходят акварель и темперу, но уступают глазурям и эмалям.
Масляная живопись требует использования специального грунта. Обычно он состоит из двух частей — нижних двух клеевых слоев (рыбий клей, желатин), предотвращающих проникновение масла в холст или дерево и трёх-пяти верхних слоев — для улучшения адгезии, то есть соединения краски с грунтом, в состав которых обычно входит клей, мел, глицерин. В живописи старых мастеров грунт обычно полировали, он мог быть белым, серым или других цветов, даже красным. Писали, как правило, лессировками с тщательным просушиванием каждого слоя. Для работы с масляной краской используют щетинные, колонковые и синтетические кисти, а также другие инструменты — мастихины, шпатели. После высыхания масляной краски картина может быть покрыта покрывным лаком. Это делается как для защиты красочного слоя, так и для равномерности отражающего блеска её поверхности.
Другие разновидности: живопись водяными красками по штукатурке — сырой (фреска) и сухой (а секко), уже упомянутые темпера и восковая живопись (энкауистика), клеевая живопись, эмаль, живопись керамическими красками (связующие — легкоплавкие стекла, флюсы, глазури — закрепляются обжигом), живопись силикатными красками (связующее вещество — растворимое стекло) и т. п. В XX веке появляются синтетические краски со связующим веществом из полимеров (акрилик, винилик и другими), которые приобретают большую популярность благодаря лёгкости работы, высокой скорости высыхания красочного слоя.
Живописные техники различаются в зависимости от вида искусства. Так, в монументальной живописи наиболее распространена роспись фреской по влажной или темперой по сухой штукатурке (секко), в редких случаях — масляными красками. Применявшаяся ещё в искусстве Древнего Египта и Древней Греции энкаустика (восковая живопись) в современности используется крайне редко, хотя и не исчезла полностью. В число долговечных техник монументального искусства входят мозаика с использованием цветных камней или смальты, а также витраж, где, в отличие от обычной мозаики, выразительным средством является не отражённый, а проникающий свет. Керамическая живопись (при оформлении сооружений и декоративно-прикладных изделий цветными глазурями) выполняется на керамике красками, способными выдержать дальнейший обжиг — основой для этого типа красок служат прежде всего окислы металлов. Темпера применяется также в иконописи; в прошлом она была основной техникой и в станковой живописи, но впоследствии утратила эту роль, будучи вытеснена масляными, а в XX веке — и акриловыми красками.

## Жанры живописи
Понятие жанра сформировалось в изобразительном искусстве стран Западной Европы сравнительно недавно, в постренессансный период, однако уже в наскальных изображениях и искусстве Древнего мира появляются предшественники классических жанров (в странах Востока морфологические процессы протекали иначе и жанровые системы, к примеру, в искусстве Китая или Японии, значительно отличаются от западноевропейских). В первобытное искусство входят гравированные изображения и знаки на камне: петроглифы, древнеегипетские и месопотамские портреты 3-го тысячелетия до н. э., натюрморты и пейзажи на мозаиках и фресках античности. Жанровая система в станковой живописи начала складываться в XV веке и её формирование в основном завершилось в XVII веке. С этого времени и до XIX века в академическом искусстве жанры условно подразделялись на «высокие» (исторический, мифологический) и «низкие» (натюрморт, пейзаж, бытовой жанр, портрет, за исключением его парадного портрета). В современной живописи насчитывается около десяти жанров.
- Религиозная живопись
- Портрет — изображение человека либо группы людей, существующих или существовавших в реальной действительности. «На портрете изображается внешний облик (а через него и внутренний мир) конкретного, реального, существовавшего в прошлом или существующего в настоящем человека»[18]. Среди субжанров портрета — парадные, камерные, групповые, аллегорические, а также автопортреты[13]. Портреты, скомпонованные в единые ансамбли по семейному или профессиональному критерию (например, изображения членов гильдии, офицеров военного подразделения), образуют портретные галереи[17].
- Историческая живопись — жанр живописи, берущий начало в эпоху Ренессанса, посвящённый реальным историческим событиям и персонажам либо мифологическим и библейским сюжетам. Эти темы могли сочетаться — на картинах на историческую тематику часто присутствовали аллегорические персонажи мифологического или библейского происхождения. Так, в живописи Востока существовали определённые типы символических композиций, изображающих апофеоз побед монарха или получение им власти от божества. Одной из первых реалистических исторических картин в станковой живописи стала в 1630-е годы «Сдача Бреды» Веласкеса[17].
- Батальная живопись — жанр изобразительного искусства, тесно смыкающийся с историческим жанром[17]. Батальные полотна посвящены темам войны и военной жизни. Главное место в батальном жанре занимают сцены сухопутных, морских сражений и военных походов. Художник стремится запечатлеть особо важный или характерный момент битвы, показать героику войны, а часто и раскрыть исторический смысл военных событий.
- Вильям-Адольф Бугро. Рождение Венеры. 1879. Музей Орсе, Париж. Пример картины мифологического жанраМифологическая живопись — жанр, включающий произведения, посвящённые героям и событиям мифов древних народов. Как и батальная, мифологическая живопись примыкает к исторической, она получила оформление в эпоху Возрождения с усилением интереса к античной мифологии (характерный пример — «Рождение Венеры» Сандро Боттичелли, картина написанная около 1484 года). В XIX—XX веках стали чаще появляться произведения на темы германской, кельтской, славянской и индийской мифологии[17].
- Пейзаж — жанр живописи, в котором основным предметом изображения является первозданная, либо в той или иной степени преображённая человеком природа. Этот жанр существовал с древности, но утратил своё значение в Средневековье и вновь появился в эпоху Ренессанса, постепенно став одним из важнейших живописных жанров. Если в пейзаже присутствуют человеческие фигуры, они играют роль второстепенных элементов (стаффажа). Распространённые субжанры — архитектурный пейзаж, ведута, марина, каприччио[13].
- Интерьер — изображение замкнутого пространства[13], внутреннего помещения здания. Хотя элементы интерьерной живописи наличествовали уже в произведениях античного искусства и иконописи, они не имели самостоятельного значения и служили лишь средством указания места действия. Толчок развитию интерьерной живописи дало в эпоху Возрождения изобретение прямой линейной перспективы. Жанр окончательно сформировался в XVII веке в творчестве таких голландских художников как Адриан ван Остаде и Эмануэль де Витте, создававших картины, изображающие внутреннее убранство церквей[19].

- Натюрморт — изображение неодушевлённых предметов в изобразительном искусстве. Часто в натюрмортах фигурируют предметы обихода и труда, цветы, плоды, выловленная рыба и битая дичь. При этом объекты могут быть как изображены в естественном окружении, так и образовывать сложные конструкции или служить «обманкой», создающей иллюзию присутствия реальной натуры. Первым натюрмортом в станковой живописи считается картина «Куропатка со стрелой и перчатками» венецианца Якопо де Барбари[17], но как самостоятельный жанр он оформился только в XVII веке в творчестве голландских и фламандских художников. С тех пор является важным жанром в живописи.
- Жанровая живопись является частью бытового жанра в изобразительном искусстве. Бытовые сцены с древности были предметом живописи, встречаясь в росписях Древнего Востока и античной вазописи, однако как отдельный жанр жанровая живопись сложилась лишь в XIV—XV веках. Она получила особенно сильное развитие в эпоху социальных перемен Нового времени, в частности в Нидерландах XVI века; переход к чистому бытовому жанру состоялся в творчестве Питера Брейгеля Старшего[17].
- Анималистическая живопись — картины, главным объектом для которых является изображение животных. Художник сосредотачивается на передаче характеристики животного, его повадках, при этом часто персонажам придаются человеческие черты, приписываются человеческие эмоции и действия[17].
- Абстрактная живопись — искусство изображения абстрактных форм как результата отвлечения от конкретных форм окружающей человека действительности.

Помимо чистых жанров существуют произведения живописи, сочетающие различные жанровые разновидности, или «жанровые формы» — например, пейзажа и бытового жанра, группового портрета и исторической живописи. Батальная живопись обычно включает элементы других жанров, от пейзажного и анималистического до натюрморта.

## История живописи
- Пещерная живопись; Петроглифы
- Клод Моне. Терраса в Сент-Адресс. 1867. Музей Метрополитен, Нью-Йорк. Импрессионизм
- Живопись Древнего Египта
- Крито-микенская культура
- Вазопись Древней Греции
- Древнеримская стенопись
- Иконопись
- Итальянская живопись эпохи Возрождения
- Живопись барокко
- Живопись классицизма
- Импрессионизм
- Модернизм

### Восточная живопись
- Китайская живопись
- Японская живопись
- Живопись Тибета
- Живопись У-син
- Персидская живопись
- Раджпутская живопись
- Могольская живопись

### Американская живопись
- Живопись индейцев